# Epipyrops fulvipunctata
Epipyrops fulvipunctata is een vlinder uit de familie Epipyropidae. De wetenschappelijke naam van deze soort is voor het eerst geldig gepubliceerd in 1913 door Distant.
De soort komt voor in tropisch Afrika.